# Manuel André da Rocha
Manoel André da Rocha (Natal, 20 de março de 1860 — Porto Alegre, 25 de agosto de 1942) foi um professor universitário e magistrado brasileiro, tendo sido juiz e, posteriormente, desembargador.

## Biografia
Bacharel pela Faculdade de Direito do Recife, André da Rocha chegou ao Rio Grande do Sul em 1890, como juiz da comarca de Lagoa Vermelha.
Foi professor catedrático e um dos fundadores da Faculdade Livre de Direito de Porto Alegre (atual Faculdade de Direito da UFRGS), tendo sido diretor da instituição e, também, da Escola de Comércio (hoje Faculdade de Ciências Econômicas da UFRGS). Também ministrou aulas no Ginásio do Rio Grande do Sul (atual Colégio Júlio de Castilhos). Em 1934, ele foi nomeado primeiro reitor da Universidade de Porto Alegre, instituição estadual, que deu origem à Universidade Federal do Rio Grande do Sul.
Exerceu também os cargos da chefia de polícia do estado, procurador-geral do estado e presidente do Superior Tribunal do Estado do Rio Grande do Sul, além de diversos postos na maçonaria.